# Жидков Олександр Валентинович
Олександр Валентинович Жидков (рос. Александр Валентинович Жидков; нар. 9 квітня 1966) — радянський та російський футболіст, півзахисник.

## Життєпис
Розпочав займатися футболом у ДЮСШ міста Орла. У 1983-1984 роках грав у другій лізі за «Спартак» (Орел) (35 матчів, 6 голів).
У 1988 році дебютував у вищій лізі в складі «Кайрата», з яким завоював Кубок Федерації футболу СРСР.
З 2000 по 2004 рік виступав за саратовський «Сокіл», після чого завершив кар'єру футболіста.

## Досягнення
«Кайрат» (Алмати)
- Кубок Федерації футболу СРСР
  -  Володар (1): 1988

«Дніпро» (Дніпропетровськ)
- Кубок Федерації футболу СРСР
  -  Фіналіст (1): 1990

«Ротор» (Волгоград)
- Вища ліга чемпіонату Росії
  -  Срібний призер (1): 1993